# Нидерстоцинген
Нидерстоцинген (њем. Niederstotzingen) град је у њемачкој савезној држави Баден-Виртемберг. Једно је од 11 општинских средишта округа Хајденхајм. Према процјени из 2010. у граду је живјело 4.728 становника. Посједује регионалну шифру (AGS) 8135027.

## Географски и демографски подаци
Нидерстоцинген се налази у савезној држави Баден-Виртемберг у округу Хајденхајм. Град се налази на надморској висини од 473 метра. Површина општине износи 29,8 km². У самом граду је, према процјени из 2010. године, живјело 4.728 становника. Просјечна густина становништва износи 159 становника/km².

## Међународна сарадња
| Мјесто  | Држава    | Врста сарадње | Од    |
| ------- | --------- | ------------- | ----- |
|         | Француска | партнерство   | 1992. |
| Штоцинг | Аустрија  | пријатељство  | 1982. |
| Извор   |           |               |       |